# Echando gasolina
Echando gasolina è un album di Dario Aspesani pubblicato nel 2003. È un album semplice negli arrangiamenti, la maggior parte dei brani è di Aspesani ma contiene anche una cover dei Doors e una di Bob Dylan, un tradizionale americano ed un'improvvisazione di armonica a bocca. L'album è stato suonato interamente da Dario Aspesani con il digital multitrack.

## Tracce
1. Intro: Echando Gasolina!
2. Otra esta noche tambien
3. Light my fire
4. Luna del mediterraneo
5. Ci saranno giorni migliori
6. Blues del saldatore
7. Alberta
8. Echando Gasolina!
9. Blowin in the wind
10. Il tribuno del sant'uffizio
11. Lu blues de lu Chiorchiu - porchetta blues
12. Dame un poquito de ron
13. Harmonica in the cathedral